# Margarete Rosenberg
Margarete Rosenberg (geboren am 4. August 1910 Stettin; gestorben am 20. März 1985 in Hamburg) war eine deutsche Straßenbahnschaffnerin, die aufgrund gleichgeschlechtlichen Verhaltens von ihrem Arbeitgeber, der Berliner Verkehrsgesellschaft (BVG), angezeigt wurde. Sie überlebte mehrere Haftstrafen, darunter auch eine Inhaftierung im Frauenkonzentrationslager Ravensbrück.

## Leben
Margarete Rosenberg wuchs in Stettin, der Hauptstadt der Provinz Pommern, als Tochter eines Gastwirts auf, ihre Mutter starb sehr früh. Im Alter von 14 Jahren musste sie die Schule verlassen, um im Haushalt und der Gastwirtschaft des Vaters mitzuarbeiten. Mit 21 Jahren zog sie nach Berlin, wo sie aufgrund der fehlenden Berufsausbildung zunächst als Kellnerin und Prostituierte arbeitete. Aufgrund der Einführung des Paragraf 327 Reichsstrafgesetzbuchs (RStGB), unterstand sie von 1933 bis August 1940 der Sittenkontrolle und war wegen anderen Bestimmungen fortan der Kriminalisierung von Prostituierten ausgesetzt. Diese schrieb regelmäßige Kontrollen auf Geschlechtskrankheiten bei der Gesundheitsbehörde vor. Bei nicht Befolgen hätte ihr eine Strafanzeige mit Gefängnisstrafe bis zu zwei Jahren gedroht.
1935 heiratete sie den Bäcker Arthur Rosenberg, der ein ehemaliger Sexkäufer war und mit dem sie eine Bäckerei, die nach einem Jahr geschlossen wurde, eröffnete. Margarete Rosenberg wurde als Straßenbahnschaffnerin bei der BVG im August 1940 angestellt und wenige Wochen nach Dienstantritt von dieser angezeigt. Sie und ihre Kolleginnen sollten gleichgeschlechtlich miteinander verkehrt haben und am nächsten Tag nicht ihren Dienst angetreten haben.

### Verhaftung und Deportation
Rosenberg wurde am 15. September 1940 als Hauptschuldige festgenommen und in wiederholten Verhören durch die Gestapo gab sie zu „sich an den Zechgelagen der Straßenbahnschaffnerinnen beteiligt und mit den anderen gleichgeschlechtlich verkehrt zu haben“. Die Gestapo begründete die Verhaftung damit, dass Rosenbergs Verhalten Einfluss auf die Arbeitsmoral der übrigen dienstverpflichteten Frauen hätte. Elli Smula, ebenfalls von der BVG angezeigt, und Rosenberg wurde laut eines Vermerkes der Gestapostelle IV B 1 c vom 26. September 1940 zur Last gelegt: „Bei der BVG wurde darüber Klage geführt, daß auf dem Straßenbahnhof in Treptow einige Straßenbahnschaffnerinnen angestellt seien, die regen Verkehr mit Kameradinnen ihres Betriebes in lesbischer Hinsicht unterhalten. So wurde behauptet, daß sie Arbeitskameradinnen mit in die Wohnung nehmen, sie unter Alkohol setzen und dann mit ihnen gleichgeschlechtlich verkehren. Am nächsten Tage seien die Frauen dann nicht in der Lage gewesen, ihren Dienst zu versehen. Dadurch wurde der Betrieb des Straßenbahnhofs Treptow stark gefährdet.“
Am 30. November 1940 wurde sie mit 52 anderen Frauen im Frauen-KZ Ravensbrück registriert, darunter auch Smula. Dort erhielt sie die Häftlingsnummer 5121 und musste den Roten Winkel tragen. Auf der Zugangsliste des KZ ist als Haftgrund politisch angegeben, in einer weiteren Spalte steht als Vermerk lesbisch, was in den Dokumenten der Lagerverwaltung mehrfach wiederholt wird. Während ihrer Inhaftierung waren Rosenberg und weitere Frauen, die von anderen als lesbisch identifiziert wurden, den Anfeindungen der anderen Lagerinsassen ausgesetzt. Ob Smula und Rosenberg sich kannten, ist nicht bekannt.
Die Ehe mit Arthur Rosenberg wurde während ihrer Haftzeit geschieden und gegen ihren Mann wurde ein Strafverfahren wegen Zuhälterei eingeleitet, da Margarete Rosenberg bei den Gestapoverhören ihn der Zuhälterei beschuldigt hatte. Im März 1941 sagte sie außerdem bei der Hauptverhandlung gegen Arthur Rosenberg als Zeugin aus, von ihm schwanger zu sein. Nachdem sie nicht schwanger war, eröffnete die Berliner Staatsanwaltschaft ein Verfahren wegen Meineids gegen sie. Am 25. November 1941 wurde sie zu einem Jahr Zuchthaus, die Mindeststrafe bei Meineid, verurteilt. Nach Verbüßung der Haft im Frauenzuchthaus Cottbus wurde sie am 12. September 1942 wieder in das KZ Ravensbrück gebracht. Sie musste dort unter furchtbaren Bedingungen Zwangsarbeit in den Werkstätten der Firma Siemens & Halske verrichten. Nach Aussage von zwei Mithäftlingen soll Margarete Rosenberg um 1942/43 Stubenälteste im Block 212 gewesen sein. Anfang Januar 1945 wurde sie nach Magdeburg in ein Außenkommando des KZ Buchenwald deportiert, wo sie im Rüstungskonzern Polte schwere Arbeit leisten musste. Dort erlebte sie die Befreiung durch amerikanische Truppen.
Margarete Rosenberg hat die lange Haftzeit im KZ, Zuchthaus und Gefängnissen mit gesundheitlichen Schäden überlebt. Sie lebte später in Hamburg, wo sie am 20. März 1985 starb.

### Hintergründe
Die strafrechtliche Verfolgung durch das NS-Regime unterschied zwischen homosexuellen Männern und Frauen. Der § 175 des RStGB stellte sexuelle Handlungen zwischen Frauen nicht unter Strafe. Es gibt Belege, dass die Polizeibehörden verdächtige Frauen im Zuge von Ermittlungsverfahren namentlich registrierten, um unter Umständen gegen sie vorgehen zu können. Die Historikerin Laurie Marhoefer entwickelte den Begriff der intersektionalen Form der nationalsozialistischen Verfolgung lesbischer Frauen und führt aus, dass weibliche Homosexualität für sich gesehen kein Verfolgungsgrund war, jedoch im Zusammenwirken mit weiteren Verdachtsmomenten durchaus eine Rolle spielte.